# Lachesilla arnae
Lachesilla arnae är en insektsart som beskrevs av Sommerman 1946. Lachesilla arnae ingår i släktet Lachesilla och familjen kviststövsländor. Inga underarter finns listade i Catalogue of Life.